# Balusseri
Balusseri es una ciudad censal situada en el distrito de Kozhikode en el estado de Kerala (India). Su población es de 27363 habitantes (2011). Se encuentra a 22 km de Kozhikode.

## Demografía
Según el censo de 2011 la población de Balusseri era de 27363 habitantes, de los cuales 12977 eran hombres y 14386 eran mujeres. Balusseri tiene una tasa media de alfabetización del 95,24%, superior a la media estatal del 94%: la alfabetización masculina es del 97,74%, y la alfabetización femenina del 93,02%.